# Friedrich Kaspar von Elmendorf
Freiherr Friedrich Kaspar von Elmendorf (* 1706 in Münster; † 13. August 1767 in Olmütz) war kaiserlicher Generalmajor und einer der ersten Ritter des Maria-Theresia-Ordens.
Er entstammt dem alten Adelsgeschlecht Elmendorff, das in Westfalen und Oldenburg begütert war. Seine Eltern waren der Herr von Gut Füchtel Johann Otto von Elmendorff (1643–1708) und dessen zweite Ehefrau Anna Mathilde von Dorgelo.
Elmendorf ging 1724 in kaiserliche Kriegsdienste und wurde 1742 Hauptmann im Infanterie-Regiment Nr. 12 (Botta d’Adorno). Dort wurde er im Oktober 1755 zum Oberstlieutenant befördert. Bei Beginn des Siebenjährigen Krieges war er dort Oberst und Regimentskommandeur. In der Schlacht bei Kolin am 18. Juni 1757 kämpfte er mit Mut und Kaltblütigkeit.
Als sein Regiment im Rücken von einem feindlichen Bataillon angegriffen wurde, machte er sofort Front gegen dasselbe und brachte es dergestalt in Unordnung, dass es von der nachrückenden Kavallerie ganz aufgerieben wurde. Neue feindliche Kolonnen begannen nun den Angriff von einer anderen Seite. Elmendorf wendete nun die Truppe dahin und siegte wieder; als die feindliche Kavallerie heransprengte, hatte sein Regiment bereits alle Munition verschossen. So führte er es mit dem Bajonett in den Kampf und hielt so lange aus, bis neue Munition herbeigeschafft wurde, worauf ein heftiges Gewehrfeuer die Kavallerie zum Rückzug zwang.
Für diese Tat erhielt er bei der ersten Verleihung des aus Anlass dieser Schlacht gestifteten Ordens am 7. März 1758 das Ritterkreuz des Maria-Theresia-Ordens. Am 21. März 1760 wurde Elmendorf zum Generalmajor befördert und stand als Brigadier bei der Hauptarmee des Feldmarschall-Lieutenants Leopold Joseph von Daun.
Aber bald nach dem Frieden von Hubertsburg (15. Februar 1763) starb er in Olmütz im Alter von 61 Jahren.
Elmendorf war mit der Gräfin Maria Hedwig von Wassenberg verheiratet. Die Ehe war kinderlos.